# Grand Prix Formule 1 van Hongarije 1989
De Grand Prix Formule 1 van Hongarije 1989 werd verreden op 13 augustus op de Hungaroring in Mogyoród nabij Boedapest.

## Uitslag
| Pos. | Nr. | Coureur               | Constructeur          | Rondes | Tijd / Oorzaak uitval | Grid | Punten |
| ---- | --- | --------------------- | --------------------- | ------ | --------------------- | ---- | ------ |
| 1    | 27  | Nigel Mansell         | Ferrari               | 77     | 1:49:38.650           | 12   | 9      |
| 2    | 1   | Ayrton Senna          | McLaren-Honda         | 77     | + 25.967              | 2    | 6      |
| 3    | 5   | Thierry Boutsen       | Williams-Renault      | 77     | + 38.354              | 4    | 4      |
| 4    | 2   | Alain Prost           | McLaren-Honda         | 77     | + 44.177              | 5    | 3      |
| 5    | 10  | Eddie Cheever         | Arrows-Ford           | 77     | + 45.106              | 16   | 2      |
| 6    | 11  | Nelson Piquet         | Lotus-Judd            | 77     | + 1:12.039            | 17   | 1      |
| 7    | 21  | Alex Caffi            | Dallara-Ford          | 77     | + 1:24.225            | 3    |        |
| 8    | 20  | Emanuele Pirro        | Benetton-Ford         | 76     | + 1 Ronde             | 25   |        |
| 9    | 4   | Jean Alesi            | Tyrrell-Ford          | 76     | + 1 Ronde             | 11   |        |
| 10   | 9   | Derek Warwick         | Arrows-Ford           | 76     | + 1 Ronde             | 9    |        |
| 11   | 8   | Stefano Modena        | Brabham-Judd          | 76     | + 1 Ronde             | 8    |        |
| 12   | 7   | Martin Brundle        | Brabham-Judd          | 75     | + 2 Rondes            | 15   |        |
| 13   | 3   | Jonathan Palmer       | Tyrrell-Ford          | 73     | + 4 Rondes            | 19   |        |
| DNF  | 24  | Luis Perez-Sala       | Minardi-Ford          | 57     | Botsing               | 23   |        |
| DNF  | 28  | Gerhard Berger        | Ferrari               | 56     | Versnellingsbak       | 6    |        |
| DNF  | 6   | Riccardo Patrese      | Williams-Renault      | 54     | Waterlek              | 1    |        |
| DNF  | 36  | Stefan Johansson      | Onyx-Ford             | 48     | Versnellingsbak       | 24   |        |
| DNF  | 19  | Alessandro Nannini    | Benetton-Ford         | 46     | Versnellingsbak       | 7    |        |
| DNF  | 37  | Bertrand Gachot       | Onyx-Ford             | 38     | Versnellingsbak       | 21   |        |
| DNF  | 12  | Satoru Nakajima       | Lotus-Judd            | 33     | Ongeluk               | 20   |        |
| DNF  | 15  | Maurício Gugelmin     | March-Judd            | 27     | Elektrisch probleem   | 13   |        |
| DNF  | 16  | Ivan Capelli          | March-Judd            | 26     | Wiel                  | 14   |        |
| DNF  | 29  | Michele Alboreto      | Larrousse-Lamborghini | 26     | Motor                 | 26   |        |
| DNF  | 18  | Piercarlo Ghinzani    | Osella-Ford           | 20     | Elektrisch probleem   | 22   |        |
| DNF  | 23  | Pierluigi Martini     | Minardi-Ford          | 9      | Wiel                  | 10   |        |
| DNF  | 22  | Andrea de Cesaris     | Dallara-Ford          | 0      | Koppeling             | 18   |        |
| DNQ  | 25  | René Arnoux           | Ligier-Ford           |        |                       |      |        |
| DNQ  | 26  | Olivier Grouillard    | Ligier-Ford           |        |                       |      |        |
| DNQ  | 38  | Christian Danner      | Rial-Ford             |        |                       |      |        |
| DNQ  | 39  | Volker Weidler        | Rial-Ford             |        |                       |      |        |
| DNPQ | 17  | Nicola Larini         | Osella-Ford           |        |                       |      |        |
| DNPQ | 30  | Philippe Alliot       | Larrousse-Lamborghini |        |                       |      |        |
| DNPQ | 41  | Yannick Dalmas        | AGS-Ford              |        |                       |      |        |
| DNPQ | 34  | Bernd Schneider       | Zakspeed-Yamaha       |        |                       |      |        |
| DNPQ | 40  | Gabriele Tarquini     | AGS-Ford              |        |                       |      |        |
| DNPQ | 31  | Roberto Moreno        | Coloni-Ford           |        |                       |      |        |
| DNPQ | 33  | Gregor Foitek         | EuroBrun-Judd         |        |                       |      |        |
| DNPQ | 35  | Aguri Suzuki          | Zakspeed-Yamaha       |        |                       |      |        |
| DNPQ | 32  | Pierre-Henri Raphanel | Coloni-Ford           |        |                       |      |        |

## Wetenswaardigheden
- Nigel Mansell won de race na een fenomenaal inhaalmanoeuvre op Ayrton Senna.

## Statistieken
| Pole-position | Riccardo Patrese | Williams-Renault | 1:19.726 |
| Snelste ronde | Nigel Mansell    | Ferrari          | 1:22.637 |

## Noot
- Dit was de driehonderdste Grand Prix-start voor een Braziliaanse coureur.

1936 · 1986 · 1987 · 1988 · 1989 · 1990 · 1991 · 1992 · 1993 · 1994 · 1995 · 1996 · 1997 · 1998 · 1999 · 2000 · 2001 · 2002 · 2003 · 2004 · 2005 · 2006 · 2007 · 2008 · 2009 · 2010 · 2011 · 2012 · 2013 · 2014 · 2015 · 2016 · 2017 · 2018 · 2019 · 2020 · 2021 · 2022 · 2023 · 2024 · 2025 · 2026 · 2027 · 2028 · 2029 · 2030 · 2031 · 2032